# Ludmilla de Bohême
Ludmilla de Bohême (en tchèque : Ludmila), née vers 1170 à Olomouc en Moravie et morte le 4 août 1240 à Landshut en Bavière, est une princesse de Bohême issue de la dynastie des Přemyslides. Elle fut duchesse de Bavière de 1204 à 1231 par son deuxième mariage avec le duc Louis Ier. Elle est également connue comme fondatrice de l'abbaye de Seligenthal.

## Biographie

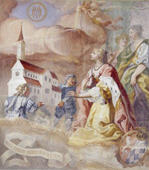
Fresque à l'église abbatiale de Seligenthal.

Ludmilla est une fille cadette de Frédéric Ier (mort en 1189), duc de Bohême, et de son épouse Élisabeth (morte vers 1189), fille du roi Géza II de Hongrie. En 1184, elle est mariée au comte bavarois Adalbert IV de Bogen (1165–1197).
Veuve après la mort de son mari dans la croisade d'Henri VI, elle épouse en secondes noces, en 1204, le duc Louis Ier de Bavière (1173-1231), issu de la maison de Wittelsbach, un ancien ennemi du comte Adalbert. Par ce mariage, Louis dit « de Kelheim » pourrait s'allier avec le roi Ottokar Ier de Bohême, cousin de son épouse, pour faire face à la maison rivale des Babenberg en Autriche.
Ludmilla et Louis ont un fils, Othon II (1206–1253), futur comte palatin du Rhin et duc de Bavière. La duchesse fonde après son veuvage une abbaye cistercienne, l'abbaye de Seligenthal, en 1232 qui est toujours consacrée au culte et à l'éducation des jeunes filles aujourd'hui. Elle y passa le reste de sa vie et y est inhumée,.